# چارلز بند

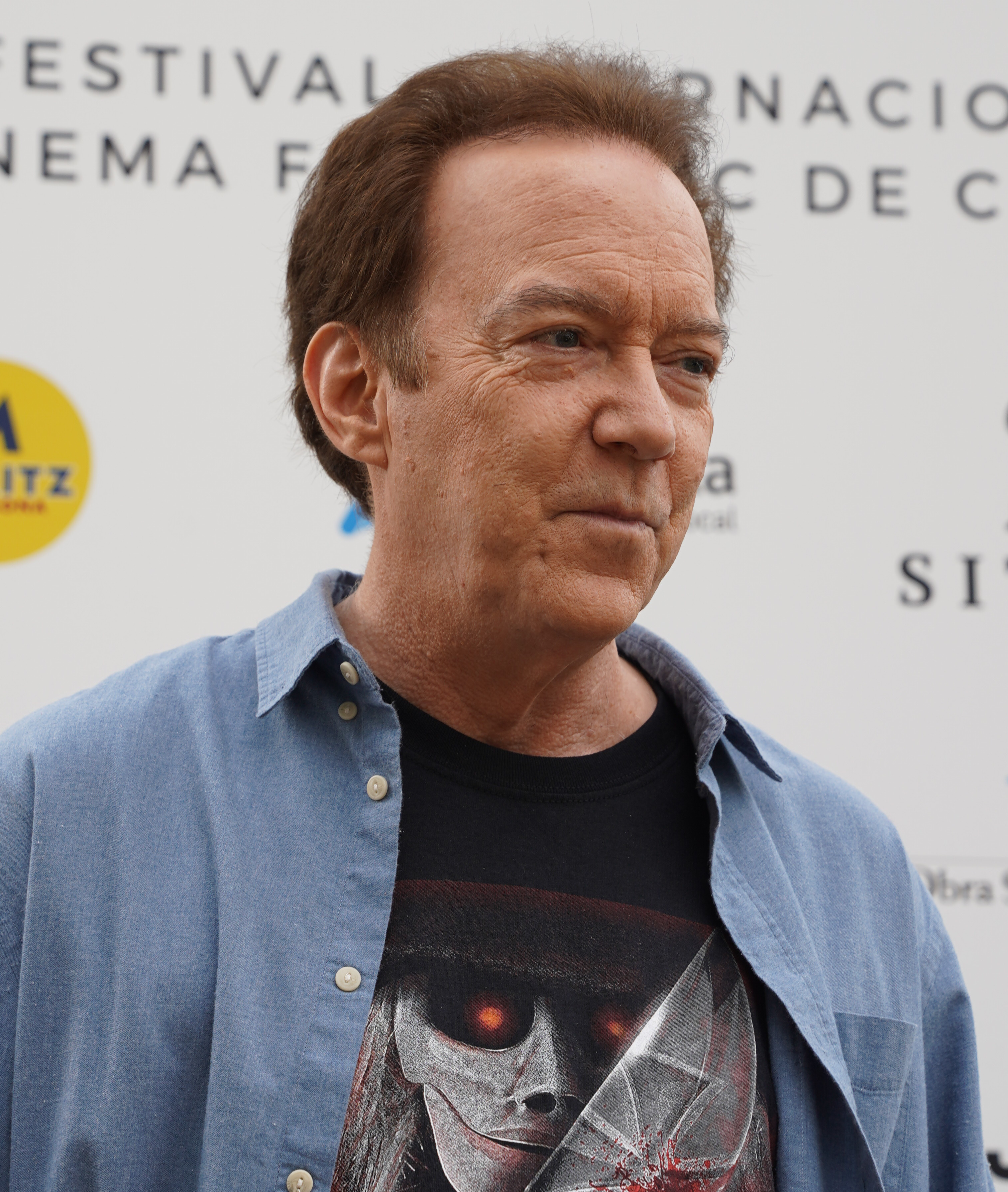
چارلز بند کار گردان

چارلز بند (انگلیسی: Charles Band؛ زادهٔ ۲۷ دسامبر ۱۹۵۱) یک کارگردان، تهیه‌کننده، و فیلم‌نامه‌نویس اهل ایالات متحده آمریکا است. وی از سال ۱۹۷۳ میلادی تاکنون مشغول فعالیت بوده‌است.